# Aglauropsis conanti
Aglauropsis conanti är en nässeldjursart som beskrevs av Browne 1902. Aglauropsis conanti ingår i släktet Aglauropsis och familjen Olindiasidae. Inga underarter finns listade i Catalogue of Life.